# Penny Dreadful (TV-serie)
Penny Dreadful är en amerikansk-brittisk skräck-TV-serie som började visas på Showtime den 11 maj 2014. Året därpå kom den andra säsongen, och den tredje och sista säsongen sändes i maj 2016. Serien är skapad och skriven av John Logan. Exekutiv producent är Sam Mendes. Titeln Penny Dreadful är hämtad från en följetongsberättelserna penny dreadful, som gavs ut på 1800-talet och som ofta hade övernaturliga förtecken. 

## Handling
Serien utspelar sig till största del i det viktorianska London, men i senare säsonger görs även resor över haven. Handlingen kretsar kring Vanessa Ives (Eva Green), en kvinna med ovanliga förmågor som tillsammans med en handfull utvalda vänner utforskar och bekämpar de mörka krafter som dväljs i staden. I de tre säsongerna träffar man på ett flertal kända figurer, bl.a. Victor Frankenstein, Frankensteins monster, Mina Harker, Abraham van Helsing, Dr. Jekyll och Mr. Hyde, Dorian Gray samt Greve Dracula. Fler välkända namn och varelser dyker upp längs seriens gång och alla spelar sin roll i en värld där gränsen mellan gott och ont sällan är självklar.

## Rollista (i urval)
- Eva Green – Vanessa Ives
- Josh Hartnett – Ethan Chandler
- Timothy Dalton – Sir Malcolm Murray
- Harry Treadaway – Victor Frankenstein
- Reeve Carney – Dorian Gray
- Rory Kinnear – John Clare/Frankensteins monster
- Billie Piper – Brona Croft/Lily
- Helen McCrory – Madam Kali
- Simon Russell Beale – Ferdinand Lyle
- Danny Sapani – Sembene
- Anna Chancellor – Claire Ives
- Olivia Llewellyn – Mina Harker
- Shazad Latif –  Dr. Henry Jekyll
- Samuel Barnett – Renfield
- David Warner – Abraham Van Helsing